# Affricata bilabiale sonora
L'affricata bilabiale sonora ([b͡β] in IPA) è una rara consonante affricata che inizia come occlusiva bilabiale sonora [b] e si rilascia come fricativa bilabiale sonora [β]. Non è stato segnalato che sia presente foneticamente in nessuna lingua.

## Caratteristiche
- Il suo modo di articolazione è affricato, il che significa che viene prodotto prima interrompendo completamente il flusso d'aria, quindi consentendo il flusso d'aria attraverso un canale ristretto nel punto di articolazione, provocando turbolenza.
- il suo luogo di articolazione è bilabiale, perché nel pronunciare tale suono si chiudono le labbra;
- è una consonante sonora, in quanto questo suono è prodotto con la vibrazione delle corde vocali.

## Occurrenza
Questo suono si verifica nelle seguenti lingue:
Inglese: [ˈɹ̠ɐˑb͡β] 'strofinare'
Shipibo: [ˈb͡βo̽ko̽] 'intestino tenue'
Ngiti: [ab͡βɔ̄] 'vite spinosa'